# Anote Tong
Anote Tong (născut în 1952) este președintele republicii Kiribati.  Anote Tong a învins în alegerile din iulie 2003 cu o majoritate foarte îngustă de 47,4% impotriva fratelui său Dr. Harry Tong, care a obținut 43,5%, respectiv a avocatei Banuera Berina, care s-a clasat a treia cu 9,1%. În 2007 a fost ales pentru a doua oară (64%), iar în 2012 a fost ales pentru a treia oară.
Deși alegerile au fost contestate de opoziție, care a adus ca argument acuzația că Anote Tong ar fi furat voturi, Înalta Curte a Tarawei a confirmat că A. Tong a câștigat alegerile în mod corect. 